# Business Mentality
Busine$$ Mentality — четвёртый студийный альбом американского рэпера PMD, выпущенный 29 сентября 2017 года на лейбле RBC Records в США и 6 октября 2017 года на лейбле Goon MuSick в Европе.
Альбом был спродюсирован Parish «PMD» Smith, DJ Kev, Supa Dave, J Killa a.k.a. Gold, BP и Snowgoons. В записи альбома приняли участие приглашённые рэперы Charlie Marotta, Agallah, RJ Da Realst, Ace Brav, Erick Sermon, Ca$hino, Leek, John Jiggs, Dinco D и Nocturnal.
В преддверии выхода нового альбома PMD дал интервью на радиопередачах Rap Is Outta Control (ведущий — DJ Eclipse) и Sway In The Morning (ведущий — Sway Calloway) на радио Shade 45 в Нью-Йорке.
Было снято три видеоклипа на песни «Slow Your Roll», «How Many Times» и «Spirit».

## Список композиций
| #  | Название                  | При участии                        | Продюсер            | Длительность |
| -- | ------------------------- | ---------------------------------- | ------------------- | ------------ |
| 1  | «Intro»                   |                                    | Supa Dave           | 1:50         |
| 2  | «Agallah Prodigy Tribute» | Charlie Marotta                    | Parish «PMD» Smith  | 2:20         |
| 3  | «Mic Doc»                 | RJ Da Realst                       | Parish «PMD» Smith  | 2:40         |
| 4  | «Trans»                   |                                    | DJ Kev              | 3:04         |
| 5  | «Slow Your Roll»          | Ace Brav & RJ Da Realst            | Parish «PMD» Smith  | 3:08         |
| 6  | «Gimme The Mic»           | Ace Brav & RJ Da Realst            | Parish «PMD» Smith  | 3:20         |
| 7  | «The Real Is Gone»        | Erick Sermon                       | Parish «PMD» Smith  | 4:09         |
| 8  | «One»                     |                                    | Parish «PMD» Smith  | 3:02         |
| 9  | «Take Notes»              | Ace Brav & RJ Da Realst            | Parish «PMD» Smith  | 3:28         |
| 10 | «All I Got»               | Ca$hino                            | J Killa a.k.a. Gold | 3:52         |
| 11 | «Belly Of The Beast»      | Ace Brav & Leek                    | DJ Kev              | 3:35         |
| 12 | «Moment Of Truth»         | Ace Brav & Leek                    | DJ Kev              | 4:06         |
| 13 | «Spirit»                  | RJ Da Realst, John Jiggs & Dinco D | Parish «PMD» Smith  | 3:06         |
| 14 | «How Many Times»          | RJ Da Realst                       | Parish «PMD» Smith  | 3:07         |
| 15 | «You Know Who Da Best Be» | RJ Da Realst, Nocturnal & Agallah  | BP                  | 3:46         |
| 16 | «Good To Go»              |                                    | Snowgoons           | 3:23         |
| 17 | «Outro 2020»              |                                    | Parish «PMD» Smith  | 1:50         |

## Участники записи
- Пэрриш Смит – вокал, музыкальный продюсер, автор песен, звукорежиссёр, исполнительный продюсер[7]
- DJ Kev – продюсер
- J Killa a.k.a. Gold – продюсер
- BP – продюсер
- Snowgoons – продюсер
- Supa Dave – скретчи («Intro»)
- Charlie Marotta – гитара («Agallah Prodigy Tribute»)
- Agallah – приглашённый артист
- RJ Da Realst – приглашённый артист
- Ace Brav – приглашённый артист
- Erick Sermon – приглашённый артист
- Ca$hino – приглашённый артист
- Leek – приглашённый артист
- John Jiggs – приглашённый артист
- Dinco D – приглашённый артист
- Nocturnal – приглашённый артист